# Füstgomolyfelhő
A pirocumulus felhő, vagy más néven füstgomolyfelhő egy sűrű formája a cumulus felhőknek, amely tűzvészekkel, illetve vulkanikus tevékenységgel állhat kapcsolatban.

## Kialakulása

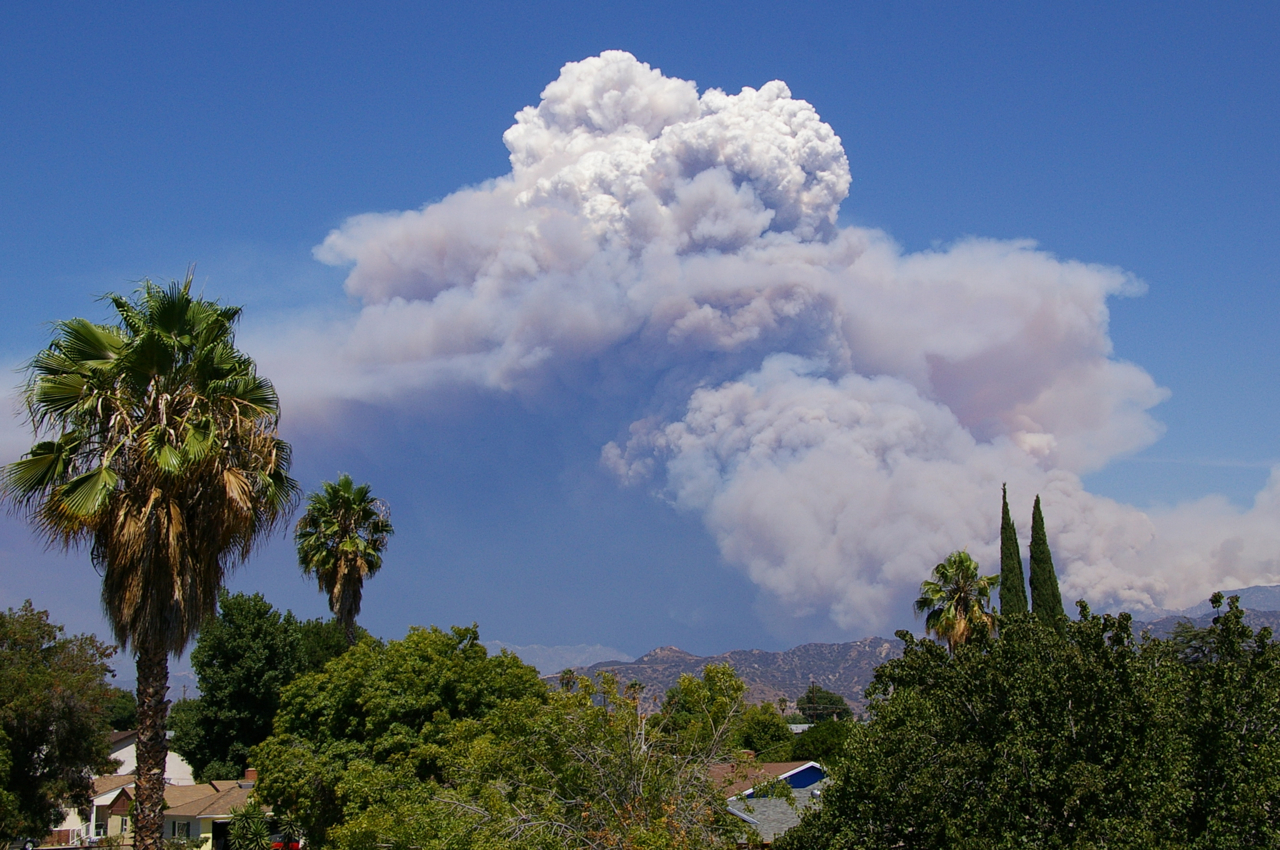
Egy füstgomolyfelhő formálódik a 2009-es kaliforniai tűzvész idején Dél-Kalifornia felett

A füstgomolyfelhő erőteljes talajszint felőli meleg levegőfeláramlás hatására keletkezik. Az intenzív hőmérséklet feláramlást generál, amely a légtömegeket a stabilitás állapota felé terelik, gyakran nedvesség jelenlétében. A kiváltó jelenségek közt találjuk az erdőtüzeket, illetve a vulkanikus tevékenységet, valamint esetenként ipari tevékenységek is állhatnak a háttérben, melyek ilyen típusú felhők kialakulásához vezetnek. Egy nukleáris fegyver felrobbanása esetén is a keletkező gombafelhő hasonló folyamatok eredményeképpen jön létre. Az alacsony szintű kondenzcsíkok jelenléte is fokozhatja kialakulását. A levegőkörnyezet nedvességtartalma, amely részben állandóan jelen van a légkörben, részben pedig származhat az elégett zöld növényi részekből, illetve vulkanikus kigőzölgésekből is, kicsapódhat a hamu és koromszemcséken, amely egyes esetekben csapadék kialakulásához is vezethet. 
A füstgomolyfelhőkben számos turbulencia is létrejöhet, amelynek széllökései súlyosbíthatják a tűzvész pusztítását. Egyes esetekben, főleg vulkánkitörések során keletkezett füstgomolyfelhők esetén, akár villámok is keletkezhetnek. Ennek a folyamatnak a kialakulását még nem igazán értjük, ugyanakkor valószínűsíthető, hogy a füstfelhő részecskéi és a környező levegő, illetve a talaj elektromos töltöttsége eltérő pólusú, amely elektromos kisülésekhez vezet. A nagyobb pirokomulusz felhők esetenként nagyon alacsony hőmérsékletű légrétegekbe is feljutnak, amely során megjelenik bennük a jég, amely szintén szerepet játszhat. Azon füstgomolyfelhő, amelyet villámok kísérnek, az már tulajdonképpen egy zivatarfelhőnek tekinthető, melyet füstviharfelhőnek nevezünk. A Meteorológiai Világszervezet nem ismeri el hivatalosan különálló felhőkategóriának e felhőtípusokat, de a cumulusok és a cumulonimbusok kategóriáján belül külön csoportosítja.

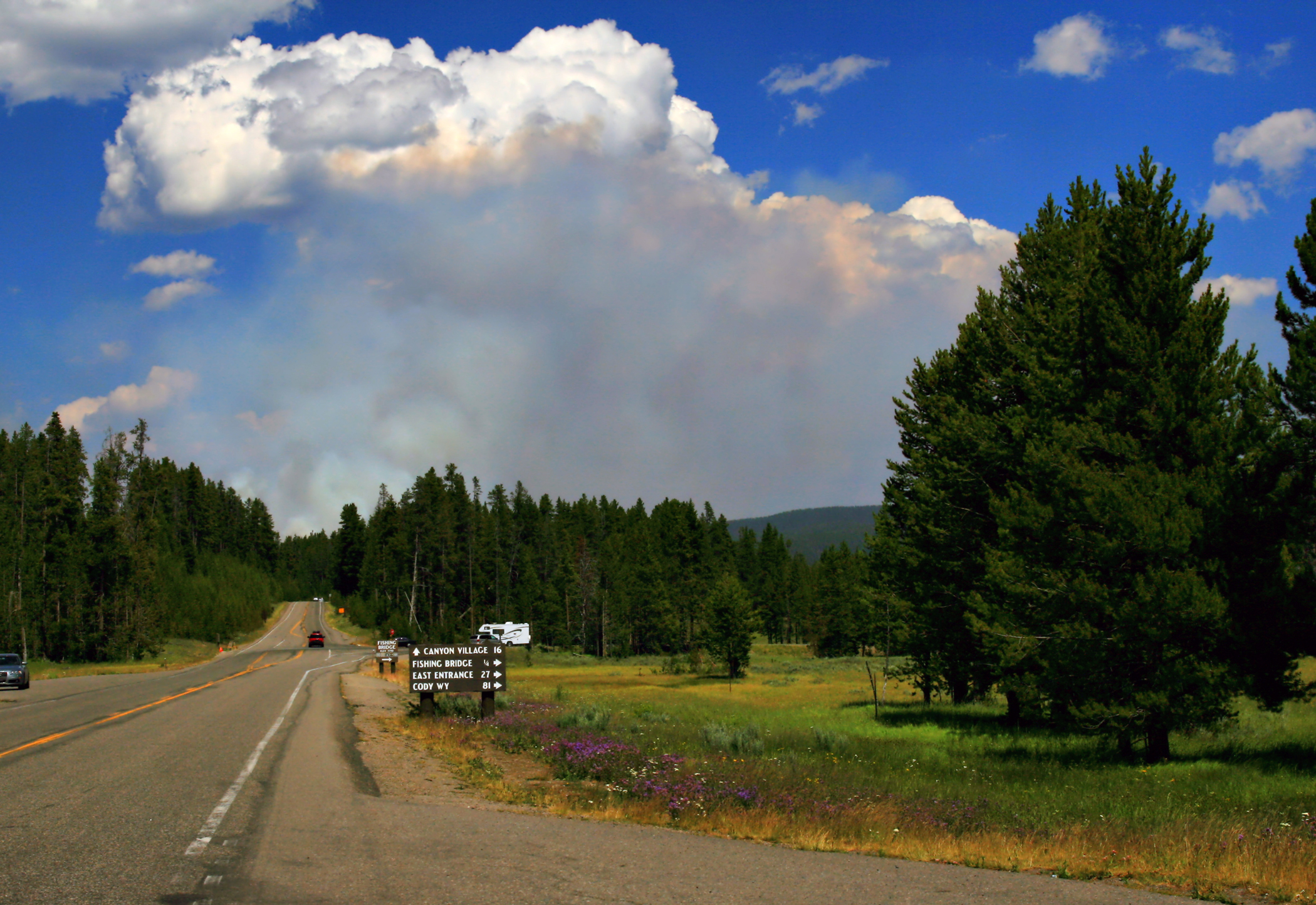
Erdőtűz a Yellowstone Nemzeti Park területén, amely füstgomolyfelhő kialakulásához vezetett

## Megjelenése
A füstgomolyfelhő igen gyakran barnás, vagy szürkés árnyalatú, köszönhetően a levegőbe került koromnak és hamunak, amely a tűz égése során keletkezik. Ez hozzájárul a füstgomolyfelhő növekedéséhez, amely a későbbiekben átalakulhat zivatarfelhővé, amelyből a lecsapó villámok hatására újabb tüzek keletkezhetnek. 

## A füstgomolyfelhők hatása az erdő- és bozóttüzekre
Egyes esetekben a füstgomolyfelhőben lebegő hamu és koromrészecskékhez tapadó páracseppek csapadék kialakulásához vezetnek, amelyek, ha elég erős a csapadékhullás, akkor, akár a tűz kialvásához is vezethetnek. Vannak rá példák, hogy az idők során megfigyelt erdőtüzeket a saját maguk által létrehozott füstgomolyfelhőkből hulló csapadék oltotta el. Ugyanakkor, ha erősebb tűzvész alakul ki, akkor az zivatarfelhő kialakulásához is vezethet, amely a belőle kicsapó villámok útján újabb erdő- és bozóttüzek kialakulásához is vezethet.  

## Fordítás
Ez a szócikk részben vagy egészben  a   Pyrocumulus cloud című angol Wikipédia-szócikk ezen változatának fordításán alapul.  Az eredeti cikk szerkesztőit annak laptörténete sorolja fel. Ez a jelzés csupán a megfogalmazás eredetét és a szerzői jogokat jelzi, nem szolgál a cikkben szereplő információk forrásmegjelöléseként.